# Daniel Spill
Daniel Spill (1832 - 1887) fue un empresario y fabricante de caucho británico, pionero en la elaboración y comercialización de los primeros termoplásticos. Durante más de 20 años, Spill persiguió el objetivo de convertir en un negocio de éxito la invención de Alexander Parkes, la parkesina, el primer plástico fabricado por el hombre.

## Biografía
Spill nació el 11 de febrero de 1832 en Winterbourne, Gloucestershire. Aunque se formó como médico, se incorporó al negocio encabezado por su hermano George. La empresa George Spill & Co. fabricaba tejidos impermeables en Stepney Green, al este de Londres, extendiendo caucho sobre tela. El material era muy demandado para capas y mantas que utilizaban los soldados en las húmedas condiciones de la guerra de Crimea.
Spill se enteró de la reivindicación de Alexander Parkes sobre las cualidades impermeables de la parkesina probablemente en la exposición universal de 1862. Las negociaciones condujeron a un acuerdo no solo para utilizar el material como impermeabilizante, sino también para desarrollar la parkesina en la fábrica de George Spill, localizada en Hackney Wick. En 1863 se concedió una patente provisional a los hermanos Spill y a Thomas James Briggs relativa a «mejoras en la fabricación de correas o bandas de conducción y de tubos o mangueras flexibles».
En 1866, se creó la Parkesine Company con Daniel Spill como director de fábrica y Parkes como director gerente. La empresa no prosperó y fue liquidada en 1868, adquiriendo Spill la mayor parte de las acciones. En 1869 fundó la Xylonite Company para continuar con el negocio, pero no le fue mucho mejor y fue nuevamente liquidada en 1874.
A pesar de estos fracasos, Spill fundó la Daniel Spill & Co. en Homerton, continuando con la fabricación de xilonita e ivorida. Esta empresa tuvo éxito, ya que otros llegaron a un acuerdo con Spill en 1877 para formar la British Xylonite Company en unas instalaciones construidas para tal efecto en Brantham. La empresa siguió adelante y prosperó, llegando a emplear a 1.160 personas en 1902, fecha en la que cambió su nombre por el de BX Plastics.
Los últimos años de Spill estuvieron ocupados en gran parte por una larga batalla legal en América del Norte contra John Wesley Hyatt y la Celluloid Manufacturing Company por infracción de sus patentes. La demanda, presentada en 1875, se falló a su favor en 1880, incluso después de que Parkes testificara a favor de Hyatt, pero se revocó en 1884. Spill regresó a Inglaterra y en 1887 murió de diabetes a la edad de 55 años.

## Vida privada
Se casó a los 18 años con su novia, que por aquel entonces tenía 15 años de edad. En 1881 Spill figuraba como fabricante jubilado en el censo de 1881 de Leyton High Street, viviendo con su esposa e hija y su sobrino George, fabricante de caucho indio.